# Карпови
Ка́рпови (рос. Карповы) — присілок у складі Слободського району Кіровської області, Росія. Входить до складу Денисовського сільського поселення.
Населення становить 29 осіб (2010, 17 у 2002).
Національний склад станом на 2002 рік — росіяни 100 %.